# تونس في الألعاب البارالمبية الصيفية 2000
شاركت تونس في الألعاب البارالمبية الصيفية سيدني 2000, وهي المشاركة الرابعة في تاريخها منذ سنة 1988 واختتمت الدورة ب 11 ميدالية (6 ذهبية، 4 فضية و1 برنزية).
تألق في هذه الدورة لاعب القوى ماهر بوعلاق حيث فاز بمفرده بثلاثة ميداليات ذهبية.
تعتبر مشاركة تونس في هذه الدورة إستثنائية حيث فازت ولأول مرة في تاريخها بميداليات ذهبيه وفضية بعد ميداليتا منعم العابد البرونزية سنة 1988.
كما أن هذه الدورة إتسمت بالمشاركة الأولى والوحيدة في تاريخ تونس في اختصاص غير ألعاب القوى، حيث شاركت دليلة تباعي في رفع الأثقال 44كغ.
.

## الرياضين المشاركين
نساء
- خديجة جاب الله
- دليلة تباعي

رجال
| - ماهر بوعلاق - علي غريبي - فارس حمدي - وسام بن بحري | - محمد علي فطناسي - الطاهر لشهب - أحمد بلحاج علي - هيثم بن حليمة |

## الميداليات
شاركت تونس في هذه الدورة 10 لاعبي قوى؛ 8 رجال و2 نساء، فاز سبعة منهم بميدالية على الأقل واكتفى كل من أحمد بلحاج علي، هيثم بن حليمة ودليلة تباعي بالمشاركة.
رجال
- ماهر بوعلاق
- علي غريبي
- فارس حمدي
- وسام بن بحري
- محمد علي فطناسي
- الطاهر لشهب

نساء
- خديجة جاب الله

## مواضيع ذات علاقة
- تونس في الألعاب البارالمبية
- ماهر بوعلاق